# Stellan Rye
Stellan Rye (ur. 4 lipca 1880 w Randers w Danii, zm. 14 listopada 1914 w Ieper w Belgii) – duński reżyser i scenarzysta filmowy, prekursor ekspresjonizmu w kinie niemieckim. Jego najsłynniejszym dziełem był Student z Pragi (1913).
Brał udział jako ochotnik w I wojnie światowej – walczył w armii niemieckiej. Zmarł w 1914 jako francuski jeniec wojenny.